# メルヴィン・レアード
メルヴィン・ロバート・レアード（Melvin Robert Laird、1922年9月1日 - 2016年11月16日）は、アメリカ合衆国の政治家。リチャード・ニクソン政権にて第10代アメリカ合衆国国防長官を務めた。

## 略歴
1922年9月1日にネブラスカ州オマハに誕生する。カールトン・カレッジ卒業。1946年にウィスコンシン州上院議員。1952年から1969年まで同州選出アメリカ合衆国下院議員となった。下院共和党政策委員長、下院歳出委員会国防小委員を長く務め、軍事費増加・核兵器増強に努めた。リチャード・ニクソン政権でアメリカ合衆国国防長官、内政担当大統領顧問を歴任した。1974年に大統領自由勲章を受章。1971年と1975年に来日した。